# 麥考爾斯堡 (愛荷華州)
麥考爾斯堡（英語：McCallsburg）是一個位於美國愛荷華州斯托里縣的城市。

## 地理
麥考爾斯堡的座標為42°09′58″N 93°23′26″W / 42.16611°N 93.39056°W，而該地的平均海拔高度為330米（即1083英尺）。

## 人口
根據2010年美國人口普查的數據，麥考爾斯堡的面積為1.37平方千米，當中陸地面積為1.37平方千米，而水域面積為0.00平方千米。當地共有人口333人，而人口密度為每平方千米243人。